# Juliane Köhler (Schauspielerin)

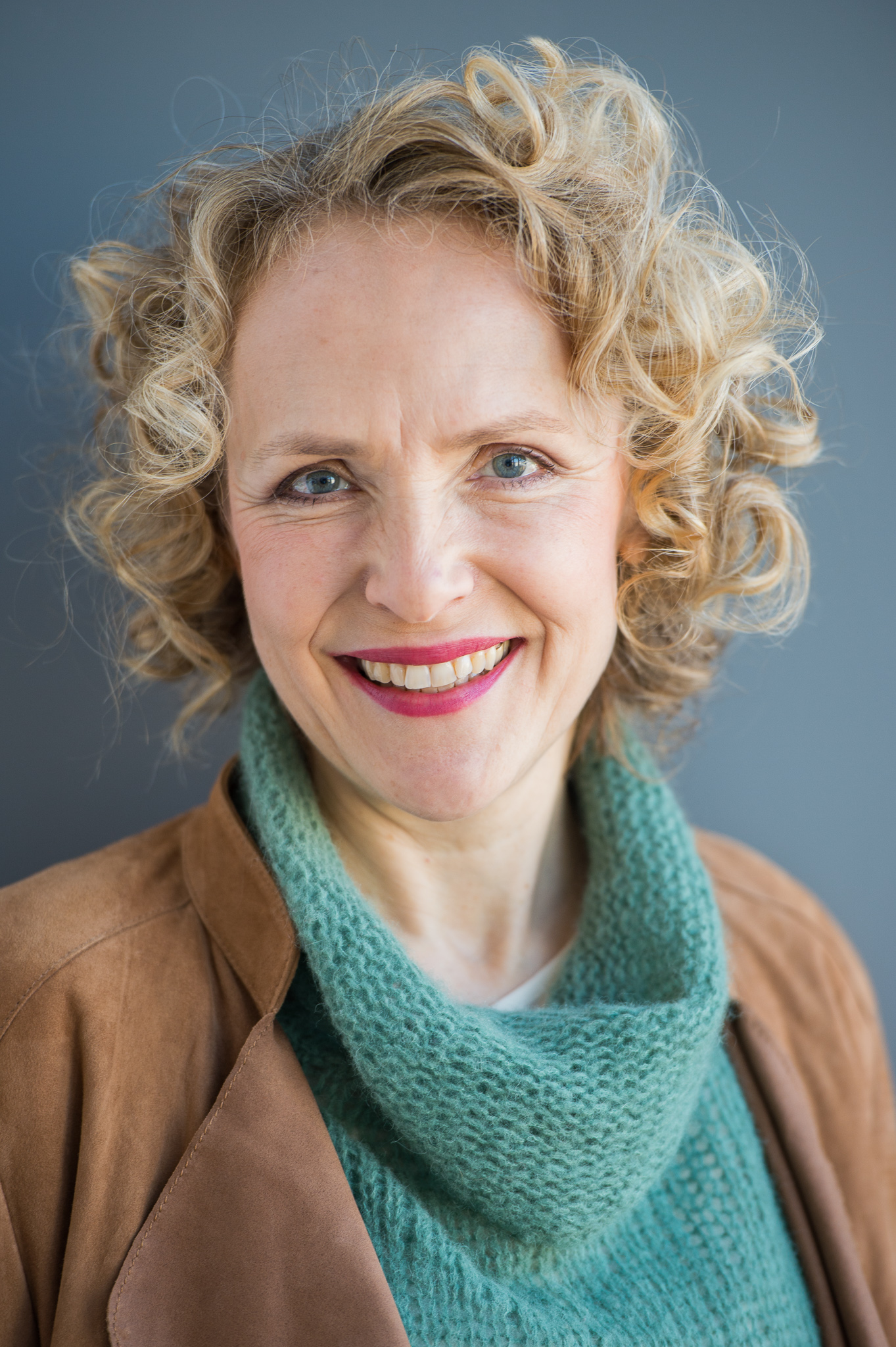
Juliane Köhler (2017)

Juliane Köhler (* 6. August 1965 in Göttingen) ist eine deutsche Schauspielerin und Hörspielsprecherin. Seit 1992 spielte sie in über 60 Film- und Fernsehproduktionen.

## Leben

### Herkunft und Ausbildung
Juliane Köhler, Tochter einer Grundschullehrerin und eines Leiters eines Marionettentheaters, wuchs in Kassel auf. Nach dem Besuch der Waldorfschule besuchte sie zunächst zwei Jahre lang das Schauspielstudio Gmelin in München. Von 1985 bis 1988 machte sie in New York eine Schauspielausbildung bei Uta Hagen und besuchte das H. B. Schauspielstudio. Des Weiteren nahm sie Ballettunterricht bei Daniela Glück in München.

### Theater
1988 erhielt Köhler ihr erstes festes Engagement am Niedersächsischen Staatstheater in Hannover. Seither ist sie regelmäßig auf deutschen Theaterbühnen zu sehen.
1993 wechselte sie an das Bayerische Staatsschauspiel in München, dessen Ensemble sie bis 1997 angehörte. Da die Dreharbeiten zum Film Aimée & Jaguar hätten verschoben werden müssen, konnte sie einen Termin für die Proben zu Das Käthchen von Heilbronn am Residenztheater nicht einhalten und wurde entlassen. Später erhielt sie ein Engagement an den Münchner Kammerspielen. Seit Herbst 2001 gehört Köhler wieder zum festen Ensemble des Bayerischen Staatsschauspiels. Am Schauspielhaus Düsseldorf war sie unter anderem in der Spielzeit 2006/07 als Rosalind in William Shakespeares Wie es euch gefällt zu sehen.

### Film und Fernsehen
Anfang der 1990er Jahre begann Köhler mit ersten Rollen auch in Film und Fernsehen Fuß zu fassen. Ihr Filmdebüt gab sie unter der Regie von Lars Becker in dem Spielfilm Schattenboxer an der Seite von Christian Redl, dessen Ehefrau sie verkörperte. Zwei Produktionen des Jahres 1999 sorgten für ihren Durchbruch bei einem breiten Publikum, Max Färberböcks Filmdrama Aimée & Jaguar und Caroline Links Erich-Kästner-Verfilmung Pünktchen und Anton. 2001 besetzte sie Regisseurin Link in dem Oscar-prämiertem Kinodrama Nirgendwo in Afrika. 2002 spielte sie neben Henriette Confurius in dem mehrfach ausgezeichneten Jugenddrama Mein erstes Wunder die Hauptrolle der Franziska. Oliver Hirschbiegel gab ihr 2004 die Rolle der Hitler-Vertrauten Eva Braun in seinem Oscar-nominierten Film Der Untergang. In dem mehrfach ausgezeichneten Kurzfilm Haber verkörperte sie 2008 die Ehefrau des Chemikers Fritz Haber, Clara Immerwahr. Hans Steinbichler besetzte sie an der Seite von Hannelore Elsner in dem im Mai 2011 uraufgeführten Filmdrama Das Blaue vom Himmel in der Rolle der Redakteurin Sofia Schleier, die sich um ihre pflegebedürftige Mutter kümmern soll. Im selben Jahr war sie Maria von Helands Märchenadaption Die Sterntaler als Königin zu sehen. In Sönke Wortmanns Schoßgebete war sie 2014 in der Rolle Frau Drescher zu sehen.
Auch in einigen internationalen nicht-deutschsprachigen oder gemischtsprachigen Filmproduktionen wirkte Köhler mit, so bereits 2001 in dem polnisch-schweizerisch-deutschen Drama Weiser an der Seite von Krystyna Janda und Marek Kondrat, 2009 neben Riccardo Scamarcio und Ulrich Tukur in Constantin Costa-Gavras’ Eden à l’Ouest, der als Abschlussfilm auf der Berlinale desselben Jahres gezeigt wurde, 2012 in der deutsch-norwegischen Produktion Zwei Leben an der Seite von Liv Ullmann, die ihre Mutter spielt, und 2020 in der deutsch-israelischen Komödie Kiss Me Kosher. Meist spielt sie darin die Rolle einer Deutschen.
Auch in Fernsehproduktionen ist Köhler, überwiegend in tragenden Rollen, zu sehen, so seit 2001 in elf Folgen der Kriminalfilmreihe Tatort und als Oberhebamme Dr. Evi Höllriegl in neun Folgen der von 2019 bis 2024 laufenden humoristischen zehnteiligen Filmreihe Toni, männlich, Hebamme (beides ARD). Für das ZDF übernahm sie von 2010 bis 2014 an der Seite von Andrea Sawatzki die durchgehende Rolle der Serienschwester Ines Wolf in der sechsteiligen Filmreihe Bella, nachdem sie bereits im Frühjahr 2010 neben Sawatzki in der Miniserie Klimawechsel die Biologielehrerin Cornelia Koch spielte. In dem sechsteiligen Familiendrama Haus aus Glas von 2024 (ARD) spielte sie die Mutter einer Unternehmerfamilie, die privat wie wirtschaftlich in eine Schieflage gerät, in der alte Defizite und Verstrickungen die Gegenwart überschatten.

### Privates
Juliane Köhler ist seit 1996 mit dem Münchner Unternehmer Michael Rösch verheiratet. Das Paar hat zwei Töchter.

## Theaterrollen (Auswahl)

### Residenztheater München
- 2002: Drei Mal Leben (als Ehefrau) Von Yasmina Reza. Inszenierung: Hans-Ulrich Becker[6]
- 2002: Der Narr und seine Frau heute abend in Pancomedia (als Sylvia Kessel). Von Botho Strauß. Inszenierung: Dieter Dorn[7][8][9]
- 2004: Phädra (als Önone). Von Jean Racine. Inszenierung: Barbara Frey[10][11]
- 2005: Die eine und die andere (als Tochter Elaine). Von Botho Strauß. Inszenierung: Dieter Dorn[12][13]
- 2005: Geschichten aus dem Wiener Wald (als Marianne). Von Ödön von Horváth. Inszenierung: Barbara Frey (In Kooperation mit den Salzburger Festspielen)[14][15][16]
- 2006: Maria Stuart (als Elisabeth). Von Friedrich Schiller. Inszenierung: Amélie Niermeyer[17][18][19]
- 2007: Woyzeck (als Marie). Von Georg Büchner. Inszenierung: Martin Kušej[20][21]
- 2008: Der Misanthrop (als Arsinoé). Von Botho Strauß nach Molière. Inszenierung: Hans-Joachim Ruckhäberle[22][23][24]
- 2009: Der Floh im Ohr (als Chandebises Frau Raymonde). Von Georges Feydeau. Inszenierung: Dieter Dorn[25][26]
- 2009: Die kleine Hexe (als Die kleine Hexe). Von Otfried Preußler. Inszenierung: Agnese Cornelio[27]
- 2009: Von morgens bis mitternachts (als Dame). Von Georg Kaiser, Inszenierung: Tina Lanik[28][29]
- 2014: Was ihr wollt (als Viola). Von William Shakespeare. Inszenierung: Amélie Niermeyer[30][31]
- 2014: Phosphoros (als Eva). Von Nis-Momme Stockmann. Inszenierung: Anne Lenk (Koproduktion Residenztheater München und Ruhrfestspiele Recklinghausen)[32][33]
- 2014: Der Stein (Ensemble). Von Marius von Mayenburg. Inszenierung: Sarantos Zervoulakos[34][35][36][37][38]
- 2015: Netzwelt (als Ermittlerin Morris). Von Jennifer Haley. Inszenierung: Amélie Niermeyer[39][40]
- 2017: Die Troerinnen (als Helena). Von Jean-Paul Sartre nach Euripides. Inszenierung: Tina Lanik[41]
- 2017: Für immer schön (als Cookie), von Noah Haidle. Inszenierung: Katrin Plötner[42][43][44]
- 2018: Rückkehr in die Wüste (als Mathilde). Von Bernard-Marie Koltès. Inszenierung: Amélie Niermeyer[45]
- 2018: Der Balkon (als Irma). Von Jean Genet. Inszenierung: Ivica Buljan[46][47]
- 2019: Lulu (als Lulu). Von Frank Wedekind. Inszenierung: Bastian Kraft[48]
- 2019: Elektra (als Elektra/Klytämnestra). Nach Hugo von Hofmannsthal. Inszenierung: Ulrich Rasche[49][50][51]
- 2020: Theaterparcours – Für immer schön – Juliane Köhler (als Cookie) und Pauline Fusban (als Heather). Von Noah Haidle. Inszenierung: Daniela Kranz und Nora Schlocker nach Katrin Plötner
- 2021: Erinnerung eines Mädchens (als Annie). Von Annie Ernaux. Inszenierung: Silvia Costa[52]
- 2021: Gott (als Litten, Rechtssachverständige). Von Ferdinand von Schirach. Inszenierung: Max Färberböck[53][54]
- 2023: James Brown trug Lockenwickler (als Pascaline Hutner). Von Yasmina Reza Inszenierung: Philipp Stölzl[55]
- 2023: Jetzt oder Nie – Ein Liederabend von Florian Paul und Max Rothbart[56]
- 2024: Athena (als Erinye / Klytämnestra / Klytämnestras Schatten). Nach Aischylos. Inszenierung: Robert Borgmann[57]
- 2024: Blind (als Helen). Von Lot Vekemans. Inszenierung: Matthias Rippert[58]
- 2025: Kasimir und Karoline (als Dem Merkl Franz seine Erna). Von Ödön von Horváth. Inszenierung: Barbara Frey[59]

### Münchner Kammerspiele
- 1999: Torquato Tasso (als Leonore von Este). Von Johann Wolfgang von Goethe. Inszenierung: Jan Bosse[60][61]

### Schauspielhaus Frankfurt
- 2000: Die Kameliendame. Von Alexandre Dumas dem Jüngeren. Inszenierung: Amélie Niermeyer

### Düsseldorfer Schauspielhaus
- 2008: Der Fall der Götter (als Geliebte und Mutter). Nach dem Film Die Verdammten von Luchino Visconti. Inszenierung: Karin Henkel[62]

### Salzburger Landestheater
- 2019: Die Volksfeindin (als Doktor Katrine Stockmann, Badeärztin). Nach Henrik Ibsen. Inszenierung: Amélie Niermeyer[63]

## Filmografie

### Spielfilme
- 1992: Schattenboxer
- 1993: Süddeutsche Freiheit
- 1995: Inzest – Ein Fall für Sina Teufel
- 1997: Koma – Lebendig begraben
- 1998: Nighthawks (Kurzfilm)
- 1998: Busenfreunde 2 – Alles wird gut!
- 1999: Aimée & Jaguar
- 1999: Pünktchen und Anton
- 2000: Liebst du mich
- 2001: Weiser
- 2001: Hood (Kurzfilm)
- 2001: Nirgendwo in Afrika
- 2002: Mein erstes Wunder
- 2003: NeuFundLand
- 2004: Die eine und die andere
- 2004: Der Untergang
- 2005: In Sachen Kaminski
- 2005: Nimm dir dein Leben
- 2006: Das wahre Leben
- 2006: Auf ewig und einen Tag
- 2008: Mondkalb
- 2008: Novemberkind
- 2008: Anonyma – Eine Frau in Berlin
- 2008: Haber
- 2009: Effi Briest
- 2009: Eden à l'Ouest
- 2010: Ein ruhiges Leben – Die Mafia vergisst nicht
- 2011: Die Sterntaler
- 2011: Das Blaue vom Himmel
- 2012: Zwei Leben
- 2014: Alles inklusive
- 2014: Schoßgebete
- 2015: Für eine Nacht… und immer?
- 2016: The King's Choice – Angriff auf Norwegen (Kongens nei)
- 2016: Der Hund begraben
- 2017: Back for Good
- 2017: Zaun an Zaun
- 2017: Auf der anderen Seite ist das Gras viel grüner
- 2018: Vielmachglas
- 2018: Safari – Match Me If You Can
- 2019: Eden (Fernsehfilm)
- 2020: Eine harte Tour
- 2020: Kiss Me Kosher
- 2024: Sonnenplätze

### Fernsehserien und -reihen
- 2000: Bella Block: Abschied im Licht (Fernsehreihe)
- 2000: Zwei Brüder (Folge: Tod im See)
- 2001: Tatort: Zielscheibe (Fernsehreihe)
- 2003: Tatort: Große Liebe
- 2005: Der letzte Zeuge (Folge: Lügner leben länger)
- 2008: Tatort: Mit ruhiger Hand
- 2008: Polizeiruf 110: Kellers Kind (Fernsehreihe)
- 2010: Klimawechsel (6 Folgen)
- 2010–2014: Bella (Fernsehreihe)
  - 2010: Bella Vita
  - 2012: Bella Australia
  - 2013: Bella Dilemma – Drei sind einer zu viel
  - 2013: Bella Familia – Umtausch ausgeschlossen
  - 2014: Bella Casa – Hier zieht keiner aus!
  - 2014: Bella Amore – Widerstand zwecklos
- 2011: Tatort: Altes Eisen
- 2012: Tatort: Keine Polizei
- 2012: Die Chefin (Folge: Enthüllung)
- 2014: Tatort: Wahre Liebe
- 2016: Donna Leon – Das goldene Ei (Fernsehreihe)
- 2016: Tatort: Narben
- 2017: Tatort: Nachbarn
- 2019: Zimmer mit Stall – Berge versetzen (Fernsehreihe)
- 2019–2024: Toni, männlich, Hebamme (Fernsehreihe) → siehe Besetzung
- 2020: Nord Nord Mord – Sievers und die tödliche Liebe (Fernsehreihe)
- 2020: Der Beischläfer (2 Folgen)
- 2020: Tatort: Gefangen
- 2021, 2024: Kroymann (Satiresendung, 2 Folgen)
- 2023: Tatort: Abbruchkante
- 2024: Haus aus Glas (Miniserie, 6 Folgen)
- 2024: Tatort: Diesmal ist es anders

## Hörspiele (Auswahl)
- 1995: Hotels – Ein akustisches Triptychon von Raoul Schrott/Klaus Buhlert. Rolle: Sie. Regie: Klaus Buhlert/Raoul Schrott. BR 1995.
- 1996: Mr. Arkadin von Orson Welles. Rolle: Raina. Regie: Ulrich Gerhardt. BR Hörspiel und Medienkunst 1996.
- 1998: Brand’s Haide von Arno Schmidt. Rolle: Lore. Regie: Klaus Buhlert. BR Hörspiel und Medienkunst 1998. Als Podcast/Download im BR Hörspiel Pool.[64]
- 1998: Das Familienalbum von Stefan Finke. Rolle: Registratur. Regie: Ulrich Lampen. BR Hörspiel und Medienkunst 1998.
- 1999: Mephisto von Klaus Mann. Rolle: Nicoletta. Regie: Klaus Buhlert. BR Hörspiel und Medienkunst/MDR 1999.
- 2009: Die Fälschung von Nicolas Born. Rolle: Greta. Hörspiel in fünf Teilen. Regie: Michael Farin. BR Hörspiel und Medienkunst 2009.

## Hörbücher (Auswahl)
- 2007: Die Tochter des Fotografen von Kim Edwards
- 2009: Tote Maus für Papas Leben von Marjolijn Hof. DAV, Berlin, ISBN 978-3-89813-909-0. (2 CDs)
- 2013: Blütenherz & Zaubergarten (mit Stefan Wilkening, Elke Heidenreich u. a.) Hörverlag München, ISBN 978-3-86717-964-5. (4 CDs, 271 Min.)

## Auszeichnungen
- 1998: Bayerischer Filmpreis als beste Schauspielerin
- 1999: Silberner Bär auf der Berlinale als beste Schauspielerin
- 1999: Bundesfilmpreis als beste Schauspielerin
- 2002: nominiert für den Bundesfilmpreis
- 2009: Bayerischer Verdienstorden
- 2012: Medaille für besondere Verdienste um Bayern in einem Vereinten Europa
- 2017: Nominierung für den Kurt-Meisel-Preis der Freunde des Residenztheaters e. V. für herausragende künstlerische Leistung
- 2018: Nominierung für den Kurt-Meisel-Preis der Freunde des Residenztheaters e. V. für herausragende künstlerische Leistung
- 2019: Kurt-Meisel-Preis der Freunde des Residenztheaters e. V. für herausragende künstlerische Leistung
- 2019: Kulturpreis Bayern
- 2020: Pro meritis scientiae et litterarum
- 2022: Bayerische Staatsschauspielerin